# شو اوتسوکا
شو اوتسوکا (انگلیسی: Sho Otsuka؛ زادهٔ ۲۵ ژوئیهٔ ۱۹۹۵) بازیکن فوتبال اهل ژاپن است.